# Символ вимирання

Символ вимирання

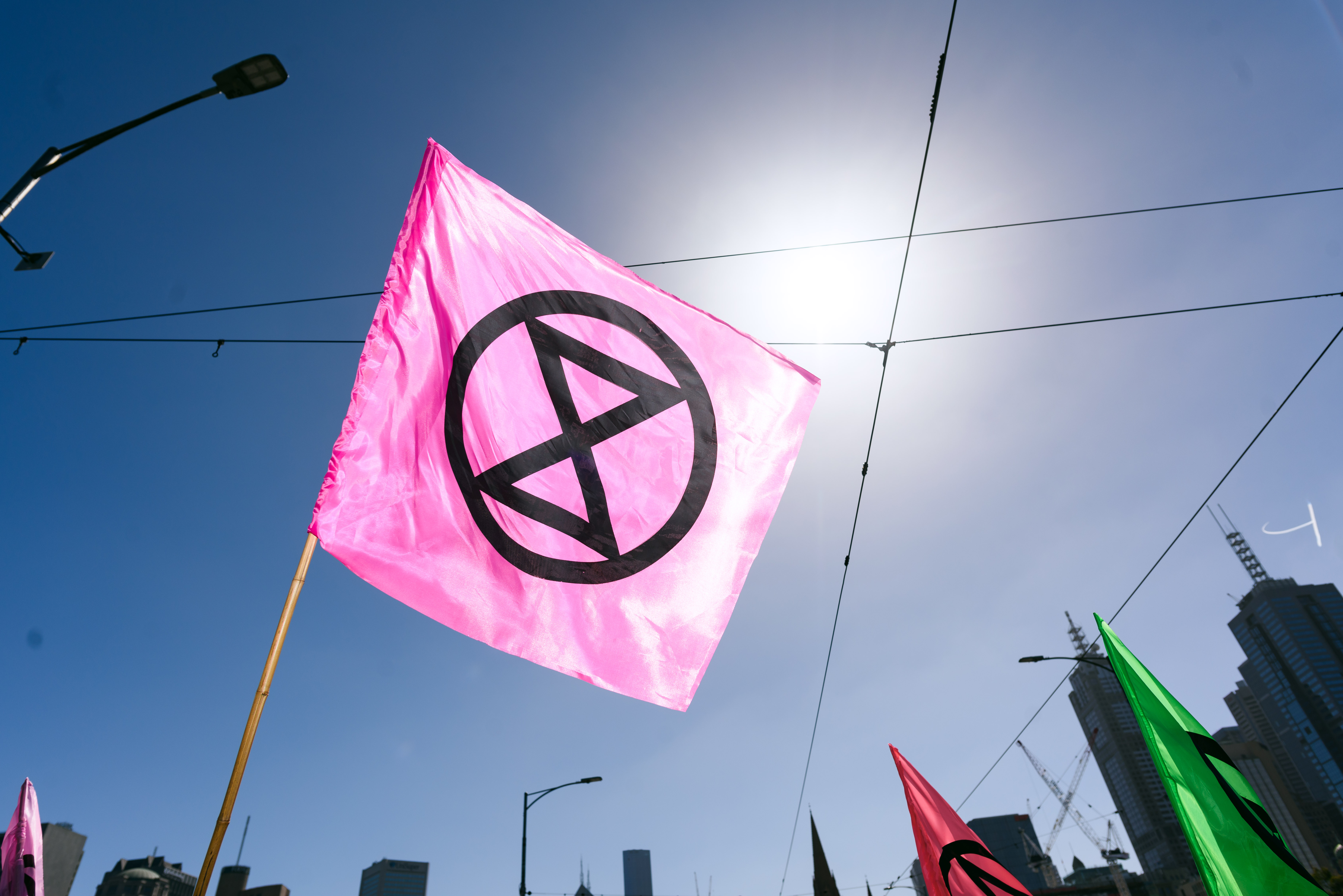
Прапор із символом вимирання

Символ вимирання представляє загрозу голоценового вимирання (або шостого масового вимирання) на землі; коло представляє планету, а стилізований пісковий годинник - попередження, що для багатьох біологічних видів вибігає час. Символ приписують анонімному художнику зі Східного Лондона, ESP або Goldfrog ESP. Цей символ назвали "символом миру цього покоління". Він використовується екологічними протестувальниками і художниками та дизайнерами, такими як Бенксі. 2019 року Музей Вікторії та Альберта придбав цифрову копію символу та інші артефакти із символом для своєї постійної колекції.